# L'Altra Europa con Tsipras
L'Altra Europa con Tsipras, conosciuta anche come L'Altra Europa o Lista Tsipras, è stata una lista elettorale italiana di sinistra presentatasi in occasione delle elezioni europee del 2014 a sostegno della candidatura di Alexīs Tsipras, presidente del partito politico greco SYRIZA, candidato a presidente della Commissione europea per il gruppo Sinistra Unitaria Europea/Sinistra Verde Nordica.

## Storia

### L'appello
L'idea di una lista unica della sinistra italiana, che sostenesse come candidato a Presidente della Commissione europea il presidente di SYRIZA Alexīs Tsipras, è stata lanciata il 17 gennaio 2014 dagli intellettuali Andrea Camilleri, Paolo Flores d'Arcais, Luciano Gallino, Marco Revelli, Barbara Spinelli e Guido Viale, tramite l'appello L'Europa al bivio. Con Tsipras una lista autonoma della società civile pubblicato su il manifesto e su il Fatto Quotidiano.

### Componenti e candidati

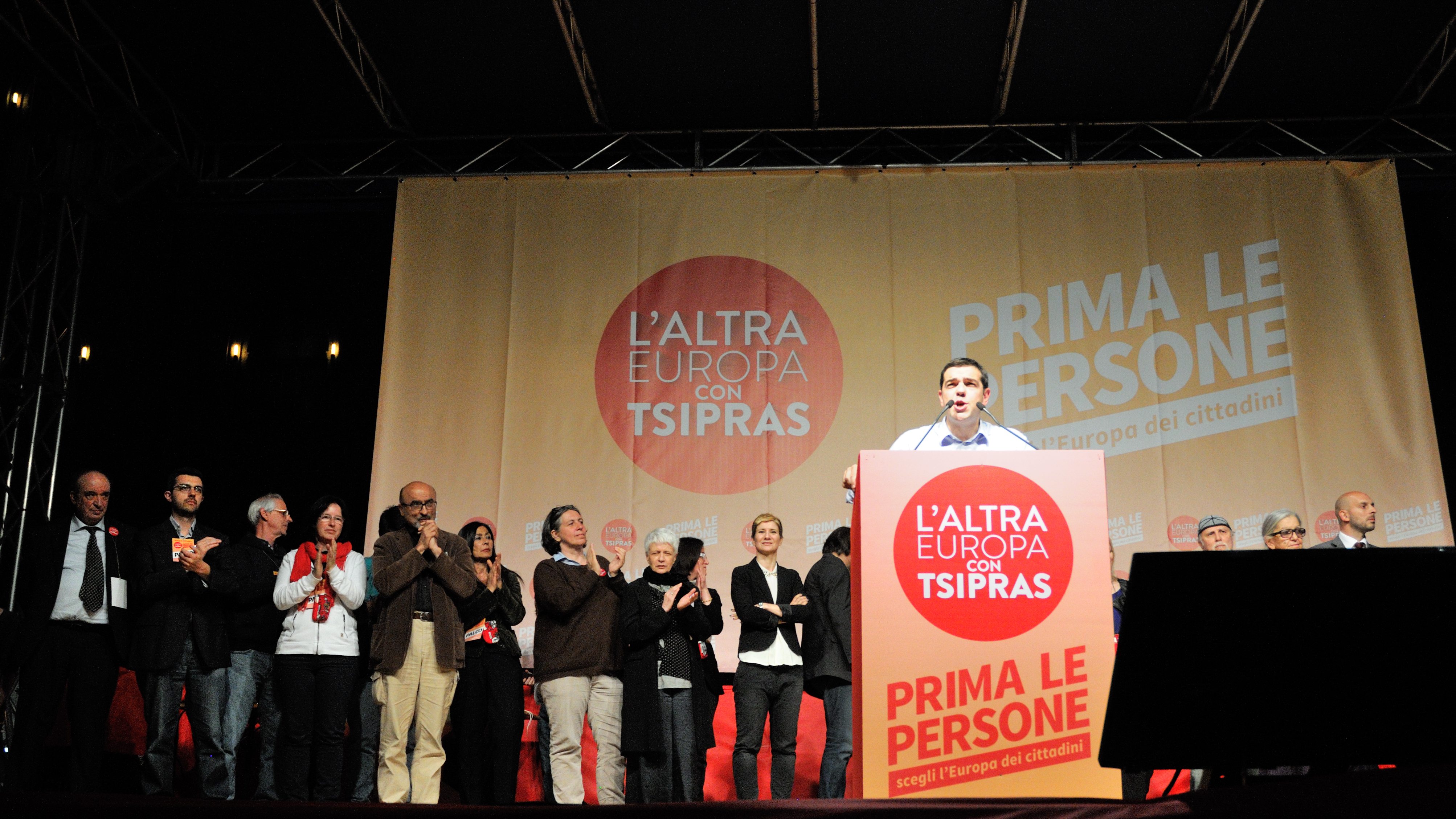
Comizio di Alexīs Tsipras per L'Altra Europa in Piazza Maggiore a Bologna in occasione delle elezioni europee.

L'appello viene accolto con tempi e modalità diverse da diverse organizzazioni politiche: Azione Civile di Antonio Ingroia (19 gennaio), il Partito della Rifondazione Comunista (PRC) (16 marzo), il Partito Pirata (PPIT, 10 aprile), Sinistra Ecologia Libertà (SEL) e i Verdi del Sudtirolo (15 febbraio), e altre organizzazioni della sinistra. 
Due mesi prima delle elezioni invece L'Altra Europa con Tsipras ottiene l'appoggio critico di Sinistra Anticapitalista.
Il 9 febbraio anche il Partito dei Comunisti Italiani (PdCI) aveva aderito alla lista, ma il 14 marzo constatata la presenza di un solo candidato proprio in lista (Piergiovanni Alleva) ha sospeso ogni iniziativa di sostegno alla lista.
Tra i nomi noti dei candidati, presentati il 5 marzo, ci sono Luca Casarini, Giuliana Sgrena, Adriano Prosperi, Moni Ovadia, Curzio Maltese, Ivano Marescotti, Sandro Medici, Barbara Spinelli, Franco Arminio, Valeria Parrella, Daniela Padoan, Loredana Lipperini ed Ermanno Rea. In lista ci sono inoltre personalità legate ai movimenti No Tav , No MUOSe No Triv, al Forum Italiano dei Movimenti per l'Acqua e all'organizzazione del referendum bolognese contro il sostegno pubblico alle scuole paritarie.
La lista è stata l'unica, fra quelle che si sono presentate alle europee in Italia, ad aver dovuto raccogliere le 150 000 firme previste dalla legge elettorale.

### Personalità che hanno appoggiato la lista
La lista ha ricevuto l'appoggio, tra gli altri, di Gustavo Zagrebelsky, Stefano Rodotà, Carlo Freccero, Michele Serra, Furio Colombo, Fausto Bertinotti e Luciano Canfora.
Hanno aderito alla lista anche due parlamentari ex Movimento 5 Stelle: Adriano Zaccagnini e Paola De Pin.
In seguito hanno sostenuto la lista anche Carlin Petrini, Nicola Piovani, Rita Borsellino, Vauro, Sergio Staino, Leo Gullotta, Valerio Mastandrea, Gino Strada, Sabina Guzzanti, e Andrea Scanzi.

### Risultato

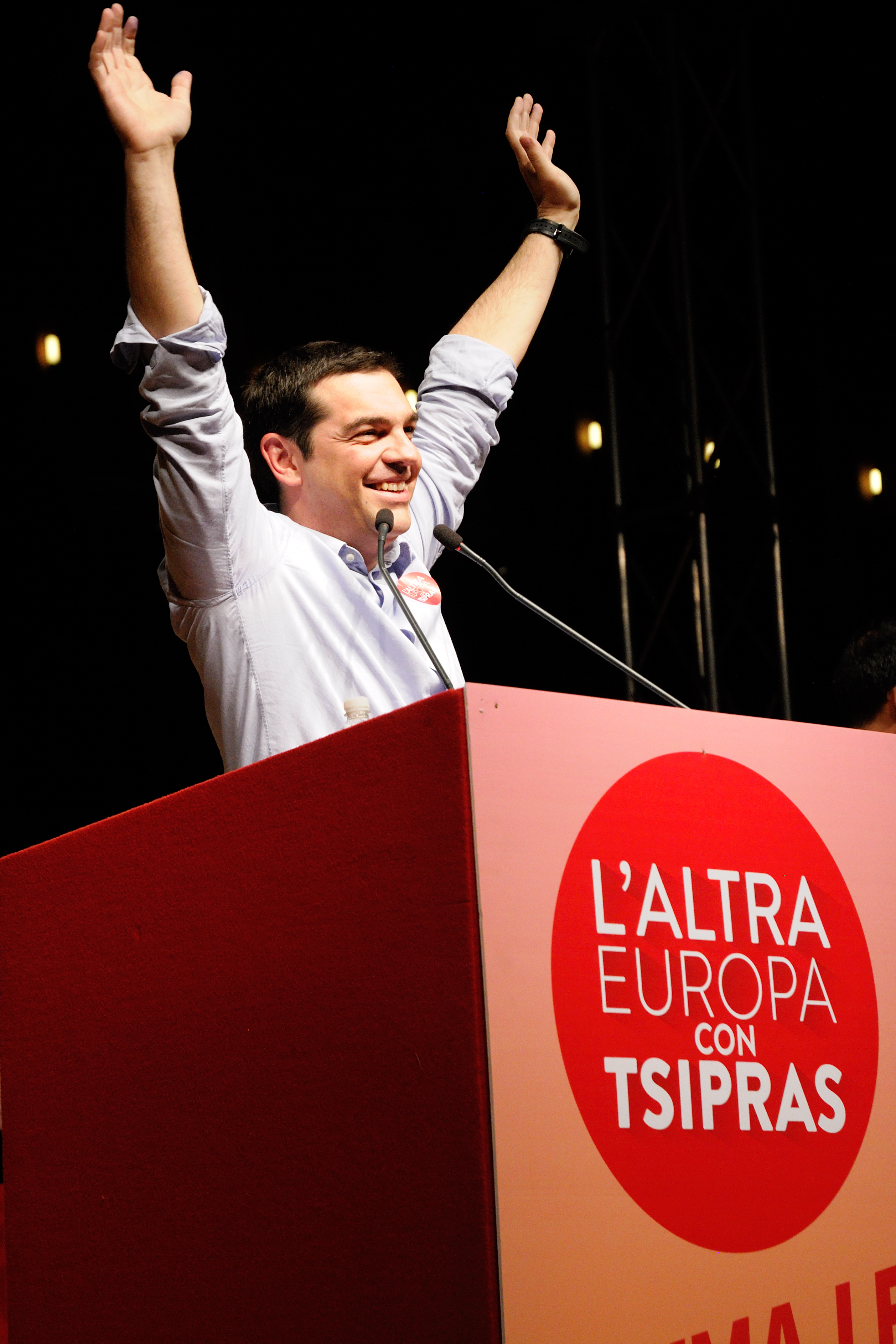
Comizio di Alexis Tsipras per L'altra Europa in Piazza Maggiore a Bologna in occasione delle elezioni europee del 2014

Alle elezioni europee del 2014 la lista ha avuto 1 108 457 voti (percentualmente il 4,03% dei voti validi), superando quindi la soglia di sbarramento del 4% ed eleggendo tre deputati al Parlamento europeo, tra cui il giornalista di "Repubblica" Curzio Maltese (dopo la rinuncia dell'eletto Moni Ovadia) e Barbara Spinelli (eletta nelle circoscrizioni centrale e meridionale). 
Il 7 giugno, la Spinelli accetta formalmente l'elezione al Parlamento europeo (optando per la circoscrizione Italia centrale) e dichiara che entrerà a far parte del gruppo Sinistra Unitaria Europea/Sinistra Verde Nordica. Conseguentemente alla scelta, il terzo seggio ottenuto dalla lista nella circoscrizione Italia meridionale viene assegnato al primo dei non eletti in quella circoscrizione: l'esponente della segreteria di Rifondazione Comunista Eleonora Forenza.

### Dopo le elezioni europee: Regionali 2014
Successivamente alle elezioni europee del 2014, la formula del nome associato al nome dell'entità territoriale a cui si riferisce è stato riutilizzato in elezioni regionali e locali come lista unica di candidati della sinistra: 
- L'Altro Piemonte a Sinistra nelle regionali in Piemonte del 2014 a sostegno del candidato Mauro Filingeri che ha ottenuto l'1,12% di voti;
- Un'Altra Regione con Acerbo nelle regionali in Abruzzo del 2014 a sostegno del candidato Maurizio Acerbo che ha ottenuto il 3,07% di voti;
- L'Altra Emilia-Romagna nelle regionali in Emilia-Romagna del 2014 a sostegno della candidata Maria Cristina Quintavalla che ha ottenuto il 4,00% di voti. Risulta eletto il consigliere regionale Piergiovanni Alleva;
- L'Altra Calabria nelle regionali in Calabria del 2014 a sostegno del candidato Domenico Gattuso che ha ottenuto l'1,32% di voti.
- L'Altro Trentino a Sinistra nelle Elezioni regionali in Trentino-Alto Adige del 2018 a sostegno della candidata Antonella Valer che ha ottenuto il 3,8% dei voti.

### Comunali 2014
Per le elezioni amministrative in Italia del 2014 l'Altra Europa con Tsipras ha presentato proprie liste autonome in 5 comuni:
- L'Altra Bergamo nelle Elezioni comunali a Bergamo a sostegno del candidato Rocco Gargano che ha ottenuto lo 2,57% di voti;
- L'Altra Modena-Sinistra in Comune nelle Elezioni comunali a Modena a sostegno del candidato Flavio Novara che ha ottenuto lo 1,30% di voti;
- L'Altra Urbino - Sinistra in Comune nelle Elezioni comunali a Urbino a sostegno della candidata Maria Clara Muci che ha ottenuto lo 0,95% di voti;
- L'Altra Città nelle Elezioni comunali a Pescara a sostegno della candidata Loredana Di Paola che ha ottenuto lo 1,76% di voti;
- L'Altra Foggia a Sinistra nelle Elezioni comunali a Foggia a sostegno della candidata Gianfranco Piemontese che ha ottenuto lo 1,25% di voti;

### Casa comune, dimissioni Spinelli e campagna elettorale Regionali 2015
Il 18 e 19 aprile 2015 si è tenuta a Roma l'Assemblea nazionale con 350 delegati eletti in tutto il territorio nazionale. La mozione conclusiva ribadisce l'idea di una "casa comune" lanciata nell'Assemblea di Bologna ed elegge il Comitato nazionale che avrà il compito di traghettare la lista verso questo obiettivo.
L'Assemblea nazionale inoltre ha aperto il proprio organismo nazionale ai candidati presidenti della sinistra alle Elezioni regionali in Italia del 2015 non sostenendo però direttamente, tramite un ordine del giorno approvato a maggioranza, la candidatura di Luca Pastorino in Liguria. Differentemente dalle dinamiche del Veneto e della Puglia, dove la lista si presenta autonomamente, in Toscana, Umbria, Marche e Campania l'Altra Europa con Tsipras sosterrà liste comuni con Sinistra Ecologia Libertà ed il Partito della Rifondazione Comunista.

### Regionali 2015
Per le elezioni regionali in Italia del 2015 l'Altra Europa con Tsipras ha presentato proprie liste autonome in 4 regioni su 7, sostenendo nelle restanti 3 candidati condivisi con la sinistra radicale:
- L'Altro Veneto Ora! Possiamo nelle regionali in Veneto del 2015 a sostegno della candidata Laura Di Lucia Coletti che ha ottenuto lo 0,90% di voti;
- L'Altra Liguria nelle regionali in Liguria del 2015 a sostegno del candidato Antonio Bruno che ha ottenuto lo 0,73% di voti;
- Sì Toscana a Sinistra nelle regionali in Toscana del 2015 a sostegno del candidato Tommaso Fattori che ha ottenuto il 6,28% di voti. Risultano eletti due consiglieri, Tommaso Fattori e Paolo Sarti;
- Altre Marche - Sinistra Unita nelle regionali nelle Marche del 2015 a sostegno del candidato Edoardo Mentrasti che ha ottenuto il 3,82% di voti;
- L'Umbria per un'Altra Europa nelle regionali in Umbria del 2015 a sostegno del candidato Michele Vecchietti che ha ottenuto l'1,56% di voti;
- Sinistra al Lavoro nelle regionali in Campania del 2015 a sostegno del candidato Salvatore Vozza che ha ottenuto il 2,19% di voti;
- L'Altra Puglia nelle regionali in Puglia del 2015 a sostegno del candidato Riccardo Rossi che ha ottenuto l'1,02% di voti.

### Comunali 2015
Per le elezioni amministrative in Italia del 2015 l'Altra Europa con Tsipras ha presentato proprie liste autonome in 8 comuni:
- L'Altra Trento a Sinistra nelle Elezioni comunali a Trento a sostegno della candidata Antonia Romano che ha ottenuto lo 4,67% di voti;
- Altra Valle d'Aosta nelle Elezioni comunali a Aosta a sostegno della candidata Carola Carpinello che ha ottenuto lo 3,75% di voti;
- La Sinistra per l’Altra Rovigo nelle Elezioni comunali a Rovigo a sostegno della candidata Livio Ferrari che ha ottenuto lo 1,37% di voti;
- L'Altra Sinistra per Venaria nelle Elezioni comunali a Venaria Reale a sostegno della candidata Salvatore Ippolito che ha ottenuto lo 2,56% di voti;
- L’Altra Fermo nelle Elezioni comunali a Fermo a sostegno della candidata Massimo Rossi che ha ottenuto lo 7,09% di voti;
- L’Altra Chieti nelle Elezioni comunali a Chieti a sostegno della candidata Enrico Raimondi che ha ottenuto lo 2,81% di voti;
- L’Altra Matera nelle Elezioni comunali a Matera a sostegno della candidata Franco Vespe che ha ottenuto lo 0,50% di voti;
- L’Altra città nelle Elezioni comunali a Enna a sostegno della candidata Angelo Girasole che ha ottenuto lo 11,25% di voti;
- L'Altro Trentino a Sinistra nelle Elezioni amministrative a Provincia di Trento che ha ottenuto lo 4,7% di voti;

### Comunali 2016/17
Per le elezioni amministrative in Italia del 2016/17 l'Altra Europa con Tsipras ha presentato proprie liste autonome in 3 comuni:
- L'Altra Agazzano nelle Elezioni comunali a Agazzano del 2016 a sostegno della candidata Maurizio Cigalini che ha ottenuto lo 20,03% di voti;
- L'Altra Lista nelle Elezioni comunali a Bettola del 2017 a sostegno della candidata Mauro Bruzzi che ha ottenuto lo 11,26% di voti;

### Regionali 2018
Per le elezioni regionali in Italia del 2018 l'Altra Europa con Tsipras ha presentato una propria lista solo in Trentino (la lista L'Altro Trentino a Sinistra, che si è presentata a sostegno del candidato Antonella Valer, ottenendo lo 0,82% di voti), mentre nelle altre 5 elezioni, LeU e PaP hanno corso separatamente.

### La nuova lista per le europee del 2019
L'8 aprile 2019, in vista delle elezioni europee del 26 maggio, Nicola Fratoianni, segretario di Sinistra Italiana, presenta il simbolo de La Sinistra, lista nella quale convergono anche Rifondazione Comunista e quel che rimane de L'Altra Europa con Tsipras.
Nelle elezioni europee del 2019, La Sinistra ottiene l'1,75% dei voti, al di sotto della soglia di sbarramento del 4 per cento richiesto per eleggere deputati al Parlamento Europeo. Questo risultato segna la fine dell'Altra Europa con Tsipras. Nel 2020, dalle ceneri dell'AET, è costituita l'associazione "Per Sinistra per un'altra Europa".

### Regionali 2020
Per le elezioni regionali in Emilia-Romagna del 2020 si ripresenta la lista che si era costituita nel 2014:
- L'Altra Emilia-Romagna alle regionali in Emilia-Romagna del 2020 a sostegno del candidato Stefano Lugli, consigliere comunale di Sinistra Civica a Finale Emilia e segretario regionale di Rifondazione Comunista. La lista, sostenuta da PCI, PRC e Partito del Sud, si ferma allo 0.3%.[35]

### Nelle istituzioni
Le elezioni anticipate in Emilia-Romagna, causate dalle dimissioni di Vasco Errani nel 2014 ed il successivo rinnovo dell'Assemblea legislativa. ha permesso alla lista l'Altra Emilia-Romagna di eleggere con il 3,71% di voti Piergiovanni Alleva consigliere regionale.
Nel frattempo i senatori Fabrizio Bocchino e Francesco Campanella, eletti in Sicilia con il Movimento 5 Stelle annunciano il sostegno alla lista e l'adesione al percorso di quest'ultima verso una "casa comune". L'Assemblea nazionale del 18 e 19 aprile ha poi eletto i due senatori componenti del Comitato nazionale; successivamente, nel luglio 2015, Bocchino e Campanella hanno dato vita alla componente "L'Altra Europa con Tsipras" nel gruppo misto del Senato della Repubblica.
Dopo le dimissioni di Barbara Spinelli dalla Lista il giorno 11 maggio 2015, la delegazione all'interno del gruppo parlamentare della Sinistra Unitaria Europea/Sinistra Verde Nordica è composta da Eleonora Forenza (capo-delegazione) e Curzio Maltese (tesoriere).
Nelle elezioni in Toscana del 2015, Tommaso Fattori, espressione del comitato nazionale de l'Altra Europa e già candidato alle Elezioni europee del 2014, risulta eletto consigliere regionale e presidente della Commissione Istituzionale Politiche Europee e Affari Internazionali.

## Ideologia
La Lista Tsipras chiede la fine immediata delle politiche di austerità imposte dall'Unione Europea agli stati membri che «hanno diviso non solo gli Stati ma anche i popoli». In particolare la lista critica il meccanismo europeo del fiscal compact, indicando come "neoliberiste" le politiche perseguite in Europa.
Altri punti fondamentali del programma della lista sono: 
- modifica dell'art. 81 della Costituzione italiana per eliminare l’introduzione dell'obbligo di pareggio di bilancio;
- la netta opposizione alla costruzione della TAV della ferrovia Torino-Lione in Val di Susa;
- il potenziamento del budget (in rapporto al PIL) destinato all'istruzione e alla ricerca scientifica;
- la tassazione delle transazioni finanziarie;
- la promozione dell'agricoltura biologica e la tutela della biodiversità;
- il potenziamento dei poteri del Parlamento europeo.[39]

La lista vuole introdurre, in tutti i paesi membri, un salario minimo garantito e richiede un maggior intervento pubblico nelle economie degli stati europei per combattere le politiche monetarie europee, ritenute neoliberiste.
Il 15 maggio 2014 viene inserito nel programma della lista una serie di punti programmatici legati al tema dei diritti digitali elaborati da alcuni candidati della lista assieme al Partito Pirata.
Negli ultimi mesi del 2014 e i primi del 2015 L'Altra Europa con Tsipras e le liste che la sostengono appoggiano la raccolta firme per la legge d'iniziativa popolare contro il pareggio di bilancio di Costituzione.

## Collocazione europea
Tra i partiti politici della lista, Rifondazione Comunista e i tre candidati eletti (Eleonora Forenza, Curzio Maltese e Barbara Spinelli) si rifanno al gruppo politico europeo Sinistra Unitaria Europea/Sinistra Verde Nordica (collegato al partito politico europeo Sinistra Europea, di cui L'Altra Europa con Tsipras è osservatore), i Verdi del Sudtirolo e il Partito Pirata si rifanno al gruppo politico europeo I Verdi/Alleanza Libera Europea (collegato rispettivamente al partito politico europeo Partito Verde Europeo e Partito Pirata Europeo), mentre Sinistra Ecologia Libertà in passato ha manifestato interesse verso il Partito del Socialismo Europeo (ipotesi bocciata al secondo congresso). Al contrario, tutti gli altri partiti politici che sostengono in altri paesi europei la candidatura di Alexis Tsipras (tra i quali Die Linke in Germania, Izquierda Unida in Spagna e il Front de Gauche in Francia) sono membri della Sinistra Europea e fanno riferimento al gruppo della Sinistra Unitaria Europea/Sinistra Verde Nordica.

## Risultati elettorali
| Elezione     | Voti           | %              | Seggi  |
| ------------ | -------------- | -------------- | ------ |
| Europee 2014 | 1 108 457      | 4,03           | 3 / 73 |
| Europee 2019 | In La Sinistra | In La Sinistra | 0 / 76 |

### Rappresentazioni grafiche

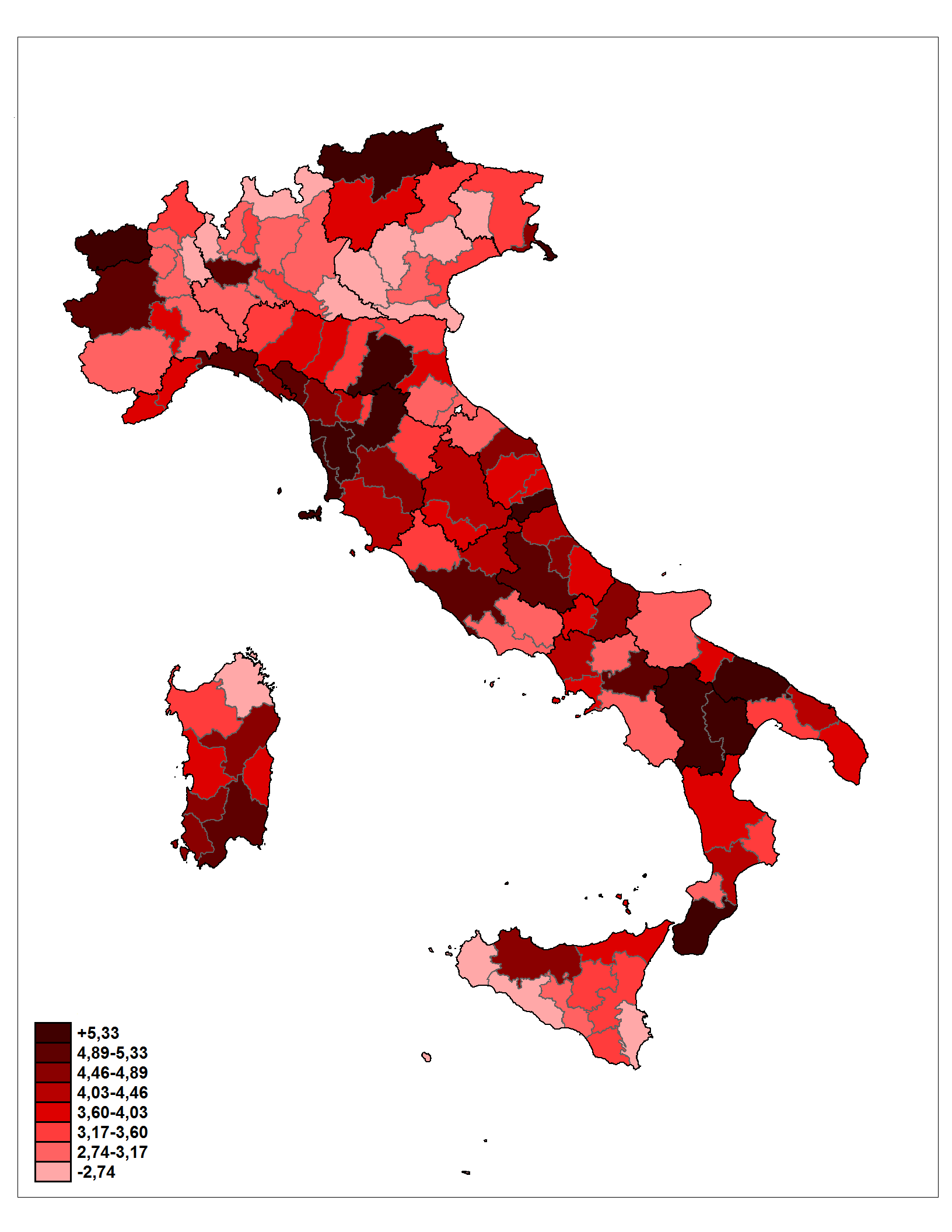
Elezioni europee 2014
Elezioni europee del 2019 (in La Sinistra)